# 옌환
옌환(중국어: 嚴歡, 1991년 7월 10일~)은 중국의 바둑 기사이다.

## 약력
- 2010년 신인왕전 준우승 (대 판팅위 0:2)
- 2011년 제3회 비씨카드배 32강